# Войновский-Кригер, Константин Генрихович
Константи́н Ге́нрихович Войно́вский-Кри́гер (3 [15] декабря 1894, Вильна — 2 марта 1979, Алма-Ата) — советский учёный-геолог, палеонтолог; один из организаторов геологической службы Воркуты.

## Биография
Родился в 1894 году в Вильне. Окончил гимназию во Владивостоке. В 1913 году поступил в Институт инженеров путей сообщения (Санкт-Петербург). В 1916 году призван на военную службу. Окончив школу прапорщиков инженерных войск, служил на Дальнем Востоке — начальником подрывной команды 3-го Заамурского железнодорожного батальона.
В 1918—1921 годы работал в военных и партийных организациях Владивостока. С января 1920 — начальник политотдела Военного совета Временного правительства Приморской областной земской управы (заместитель председателя Военного совета с марта 1920 — Сергей Лазо).
В 1921 году вернулся в Петроград. В 1927 году окончил Ленинградский горный институт; одновременно с 1924 года занимался палеонтологией в Геологическом комитете, став в дальнейшем крупным специалистом по палеозойским кораллам. Работал в Геолкоме. В 1928 году знакомился с палеонтологическими материалами в Германии, Бельгии и Франции. После возвращении из загранкомандировки, 5 мая 1929 года, был арестован и постановлением Коллегии ОГПУ по пункту 4 статьи 58 УК РСФСР приговорён к десяти годам лишения свободы с правом работать по специальности. Отбывал наказание в Ухтпечлаге: с 13 февраля 1930 года находился в Ухтинской экспедиции ОГПУ (геологический отдел под руководством Н. Н. Тихоновича) в Печорском угленосном бассейне и на Полярном Урале; в 1931 году открыл на средней Печоре месторождение углей Еджыд-Кырта. Досрочно освобождён в 1932 году, работал старшим геологом шахты в Еджыд-Кырте с переводом на колонию-поселение. 25 октября 1934 года основал геологический музей в Воркуте. С 1936 года — старший геолог Усть-Усинского отделения Ухтпечлага (в декабре 1937 года преобразовано в Воркутлаг). Создал геологическую школу переподготовки по геологии; многие из числа её слушателей стали известными геологами.
В 1938—1957 годах работал начальником геологоразведочного отдела Воркутпечстроя, начальником научно-исследовательского отдела, главным инженером комплексной геолого-разведочной экспедиции. В 1938 году К. Г. Войновский-Кригер и возглавляемый им коллектив стали первооткрывателями крупнейшего в бассейне Воргашорского угольного месторождения. В 1953 году с него была снята судимость.
С 1957 года — профессор Казахского горно-металлургического института в Алма-Ате. Скоропостижно скончался от инсульта 2 марта 1979 года.

### Семья
Отец — Генрих (Генрих-Оскар) Брониславович Войновский-Кригер (17.10.1867 — 1.6.1920, Луга), генерал-майор (1916), генерал для поручений Главного военно-технического управления (с 19.3.1914); мать — Евгения Константиновна (урожденная Тржасковская), дочь офицера.
Родной брат отца — Эдуард Брониславович (1864—1933), инженер-железнодорожник, министр путей сообщения Российской империи (1916—1917).
Жена (с 1925) — Ирина Александровна Войновская-Кригер (? — 6.7.1980, Алма-Ата), приходилась мужу двоюродной сестрой; врач-терапевт. Последовала за своим мужем в первые же годы заключения, оставив у родителей 3-летнюю дочь; провела на Севере 26 лет (1930—1956); в 1938 по доносу была арестована, пробыла в заключении в Ухте полгода.
Дочь — Ксения Константиновна Войновская-Кригер (род. 1926); с 1933 по 1944 годы жила с родителями на Севере; в 1949 окончила биофак МГУ, в 1952 — аспирантуру Института биохимии им. А. Н. Баха АН СССР (рук. — проф. А. А. Красновский); кандидат биологических наук (1952); работала в лаборатории фотобиохимии Института им. А. Н. Баха; с 1956 — в Институте ботаники АН Казахской ССР (Алма-Ата): заведующая лабораторией фотосинтеза, возглавляла группу по изучению хлорофиллов растений (1961—1983);
- внук — Андрей (р. 1954)[13].

## Научная деятельность
В 1943 году защитил кандидатскую («Геологические исследования в бассейне рр. Ельца, Сарт-Ю и Кечь-Пеля (Полярный Урал)»), в 1955 — докторскую диссертацию («Стратиграфия и тектоника западного склона Полярного Урала…», в Институте геологических наук АН СССР).
Создал научно обоснованную концепцию геологического строения и истории Печорского угольного бассейна, заложил основы геологии Полярного Урала.
Автор около 100 научных работ и несколько листов геологических карт.

### Избранные труды
- Войновский-Кригер К. Г. К морфологии кораллов группы Tetracoralla (Rugosa) // Известия Геол. ком. — Л., 1929. — Т. 47, № 7. — С. 855—860.
- Войновский-Кригер К. Г. Нижне-каменноугольные кораллы из окрестностей Архангельского завода на западном склоне Южного Урала : С 4 табл. / Центр. науч.-исслед. геол.-разведочный ин-т. Сектор геол. карты. — Л. ; М. ; Грозный ; Новосибирск : Гос. науч.-техн. горно-геол.-нефт. изд-во, 1934. — 64 с. — (Тр. / Всесоюз. геол.-разведочное объединение НКТП СССР ; Вып. 107).

## Хобби
В годы юношества интересовался чешуекрылыми, или бабочками, собрал большую коллекцию на юге Приморья, которая в настоящее время хранится в Зоологическом институте РАН в Санкт-Петербурге; его сборы из окрестностей Владивостока, в том числе с Русского острова (1913—1919 гг.), проэтикетированы: «Кригер-Войновск.». После освобождения с 1950-х годов снова стал собирать чешуекрылых, которыми интересовался до конца жизни. Его коллекция со сборами 1950-70-х годов была передана В. В. Дубатолову в 1978 году и в настоящее время хранится в Сибирском зоологическом музее Института систематики и экологии животных СО РАН в Новосибирске.
В честь К. Г. Войновского-Кригера назван:
- Bradina atopalis krigeri Streltzov et Dubatolov, 2009 (Insecta, Lepidoptera, Crambidae, Pyraustinae)

## Награды
- орден Красной Звезды (1943)[7]
- Заслуженный деятель науки и техники Коми АССР (1944)
- медаль «За доблестный труд в Великой Отечественной войне 1941—1945 гг.» (1945)
- нагрудный знак «За освоение Печорского бассейна» (1945)[4]
- орден «Знак Почёта» (1948)[7].

## Адреса
- Петербург, Знаменская ул., дом № 44[10].

## Память
Письма и воспоминания К. Г. Войновского-Кригера хранятся в фондах Воркутинского музейно-выставочного центра.
Именем К. Г. Войновского-Кригера 30 октября 2000 года назван геологический музей в Воркуте.

## Комментарии
1. ↑  По другим данным[1], приговорён по ст. 587: «подрыв государственной промышленности в контрреволюционных целях».
2. ↑  По другим данным — освобождён 5 мая 1938 года.
3. 1 2  Музей находится в адресу ул. Ленина, 64; является подразделением ОАО «Полярноуралгеология».